# Karl Langkilde
Karl Langkilde (11. december 1884 på Bramstrup – 18. april 1952) var en dansk godsejer, bror til Kirsten og Niels Langkilde.
Han var søn af etatsråd W.A. Langkilde og hustru Hanne født Schwartz, blev student fra Odense Katedralskole 1902 og landbrugskandidat 1907. Han blev forvalter på Bramstrup 1909, forpagter 1915 og ejer 1919.
Langkilde var medlem af bestyrelsen for A/S De Danske Sukkerfabrikker fra 1928 og af bestyrelsesrådet for Det Kongelige Danske Landhusholdningsselskab, var medlem af repræsentantskabet for Bankakts. Fyens Disconto Kasse fra 1934, af bestyrelsen for samme fra 1938 og af repræsentantskabet for Brandassuranceselskabet Ravnholtkassen, medlem af repræsentantskabet for Landbygningernes almindelige Brandforsikring og næstformand for bestyrelsen for Andelsmejeriet Pasteur i Odense. Han var Ridder af Dannebrog.
Langkilde blev gift 6. maj 1919 med Harriet Brandt, datter af fabrikant S. Christian Brandt (død 1905) og hustru Oluffa født Dahlerup (død 1945).